# Ивабути, Исао
Исао Ивабути (яп. 岩淵 功, 17 ноября 1933, Тотиги — 16 апреля 2003, Токио) — японский футболист.

## Клубная карьера
На протяжении своей футбольной карьеры выступал за клуб Keiō BRB.

## Карьера в сборной
С 1955 по 1958 год сыграл за национальную сборную Японии 8 матчей, в которых забил 2 гола. Также участвовал в Олимпийских играх 1956 года.

### Статистика за сборную
| Сборная Японии | Сборная Японии | Сборная Японии |
| Год            | Матчи          | Голы           |
| -------------- | -------------- | -------------- |
| 1955           | 3              | 1              |
| 1956           | 3              | 1              |
| 1957           | 0              | 0              |
| 1958           | 2              | 0              |
| Итого          | 8              | 2              |

## Достижения
- Кубок Императора (2); 1954, 1956